# Plaiul Cloșani
Plaiul Cloșani este o regiune din județul Mehedinți.
Este una dintre zonele cu cele mai multe peșteri din România, multe dintre ele încă nedescoperite.
Plaiul Cloșani include zona Glogova, orașul Baia de Aramă și comunele Bala, Balta, Cireșu, Godeanu, Ilovăț, Ilovița,  Isverna, Obârșia-Cloșani, Padeș, Podeni, Ponoarele și Șovarna.